# Keirin
Keirin (競輪 / ケイリン), literalmente "anillo de competición", es una forma de carrera ciclista a motor en la que los ciclistas de pista corren hacia la victoria siguiendo a contrarreloj a una persona que va en un vehículo a motor o no. Este deporte es originario de Japón. Comenzó a practicarse alrededor del año 1948 como afición y se volvió oficial en los Juegos Olímpicos de Sídney 2000.
Las carreras son normalmente de 1.5 kilómetros de recorrido: 6 vueltas en una pista de 250 metros; 4 vueltas en una pista de 333 metros y 4 vueltas en una pista de 400 metros. Los lotes son dibujados por detrás de la persona que marca la velocidad para determinar las posiciones de salida para los esprínter. Esa persona que guía a los deportistas, suele ir en una motocicleta, pero también puede emplear una derny, una bicicleta eléctrica o un tándem. Los ciclistas deben permanecer detrás del que marca la velocidad durante 3 vueltas de 250 metros. El guía comienza el recorrido a 30 kilómetros por hora y va aumentando gradualmente la velocidad hasta alcanzar los 50 kilómetros por hora al final del circuito. El que marca el paso deja la pista a 750 metros del final del circuito.
El ganador puede superar los 70 kilómetros por hora. 
Las carreras de keirin se realizan en varias rondas con un solo ganador. Algunos ciclistas eliminados pueden volver a intentar ganar en repescas.

## Campeonatos mundiales
El Campeonato Mundial Masculino de Ciclismo de Pista de Keirin existe desde 1980 y el Campeonato Mundial Femenino de Ciclismo de Pista de Keirin, desde 2002. El australiano Danny Clark y la china Li Na fueron los primeros campeones del mundo de keirin.
Los campeones mundiales de 2017 fueron el malayo Azizulhasni Awang y la alemana Kristina Vogel. 

## Juegos Olímpicos
Juegos Olímpicos                    Hombres Campeones
2000                                         Florian Rousseau (FRA)
2004                                          Ryan Bayley (AUS)
2008                                          Chris Hoy (GBR)
2012                                          Chris Hoy (GBR)
2016                                          Jason Kenny (GBR)
Juegos Olímpicos                    Mujeres Campeonas 
2012                                            Victoria Pendleton (GBR)
2016                                            Elis Ligtlee (NED)
El Keirin debutó en los Juegos Olímpicos de Sídney 2000 como evento solo para hombres, después de ser admitido en los Juegos Olímpicos de diciembre de 1996. Las mujeres pudieron participar por primera vez en los Juegos Olímpicos de Londres 2012.
Una investigación de a BBC News de julio de 2008 encontró evidencia de que después de la admisión de este deporte en los Juegos Olímpicos, la Unión Ciclista Internacional solicitó (por escrito) a la Asociación Japonesa de Keirin (Fundación JKA) apoyo económico para proyectos de la Unión; después de un tiempo la Asociación le dio 3 millones de dólares estadounidenses. Cuatro miembros del cuerpo gobernante fueron más tarde arrestados en Tokio. 

## Keirin en Japón (Keirin japonés)

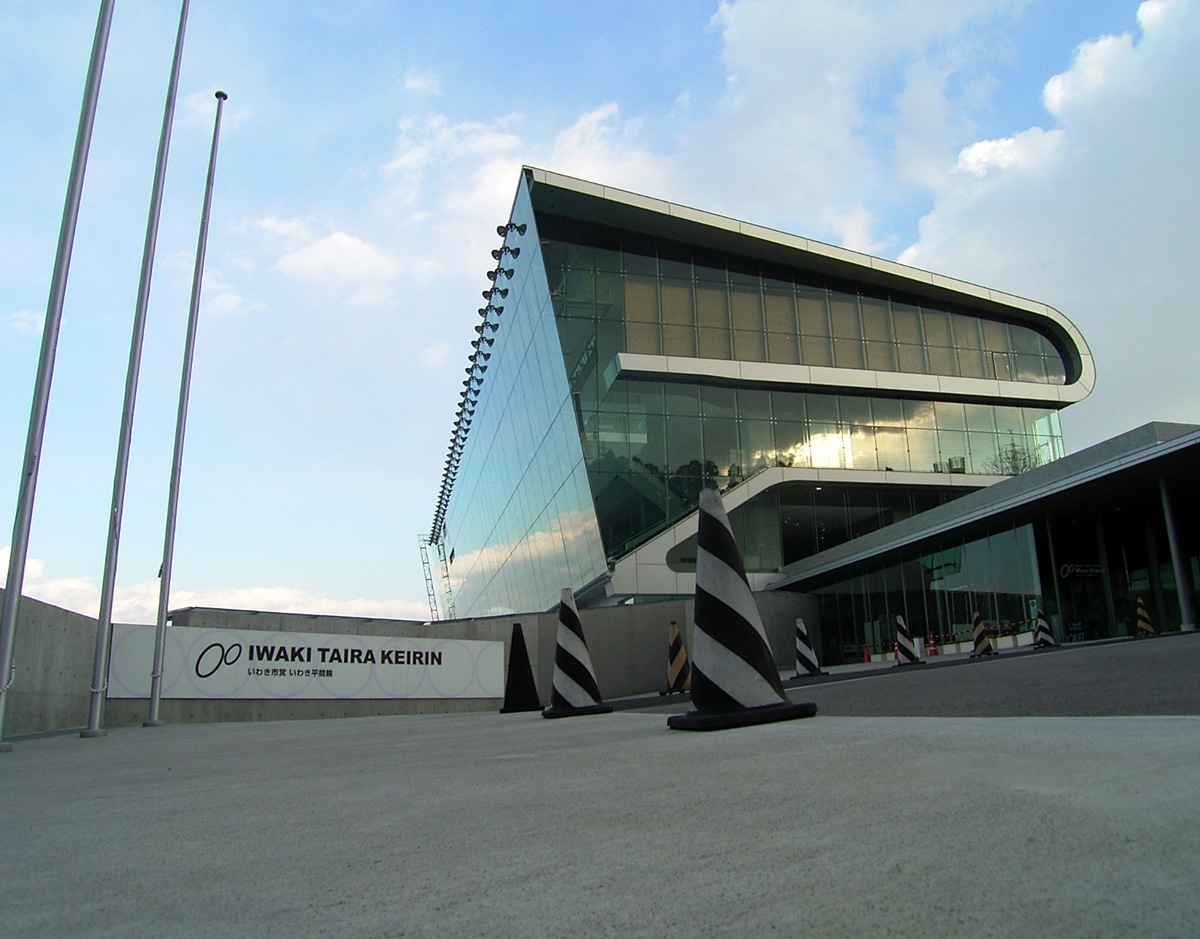
La entrada y tribuna en el Iwaki-Taira Velódromo en Iwaki, Fukushima.

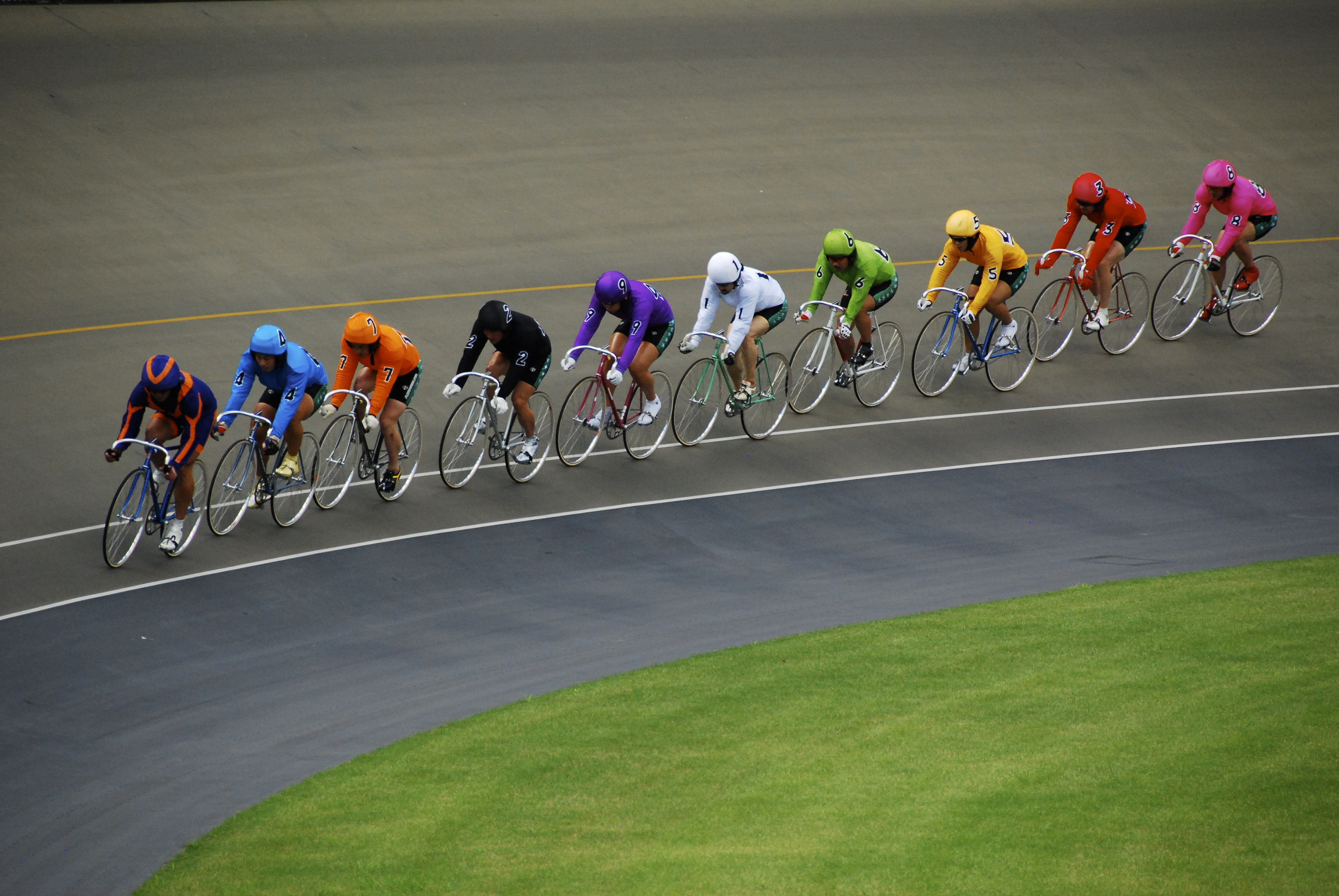
Durante una carrera en el velódromo de Omiya en Saitama, Los nueve corredores forman una línea detrás del que marca la velocidad cuando doblan una de las esquinas.

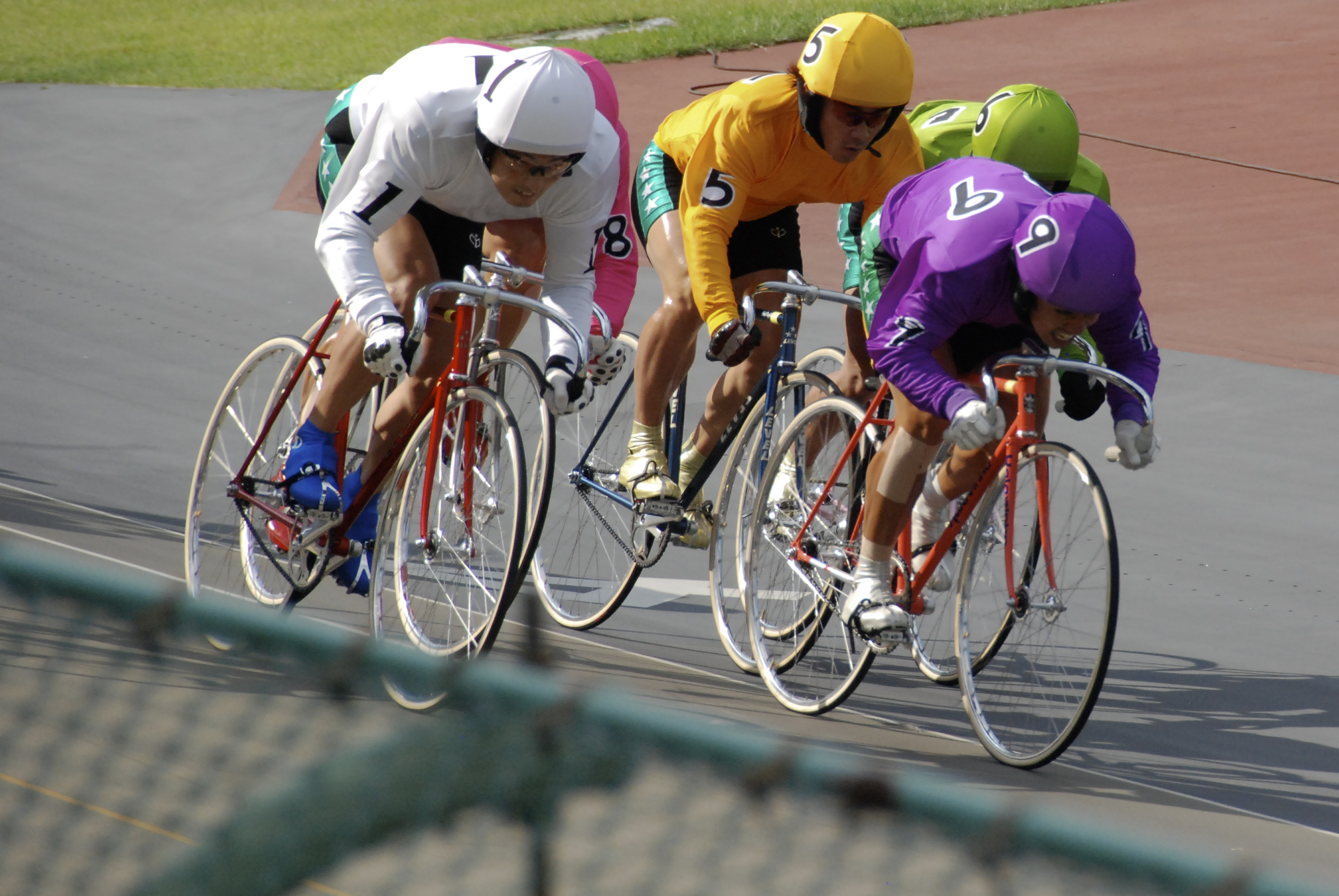
Los corredores corren a toda velocidad hacia la línea de meta en la última vuelta de la carrera en el velódromo de Ōmiya.

El ciclismo en pista profesional 競輪 (Keirin?) comenzó en Japón con apuestas deportivas en 1948.
En 1957, la Nihon Jitensha Shinkōkai (NJS; también conocido como la Asociación Japonesa de Keirin) fue fundada para establecer un sistema formal de normas. Reglamento que sigue vigente hoy en día.
En 2001, la cantidad de apuestas realizadas en carreras de keirin fue superior a los 600 mil millones yens japoneses (5 mil millones de euros aproximadamente) y el número de asistentes fue aproximadamente de 4.9 millones de personas.
Los aspirantes a ciclistas de keirin profesionales compiten por ingresar en la Escuela Japonesa de Keirin. El 10% de los solicitantes, únicos aceptados, se someten más tarde a un estricto régimen de entrenamiento que dura 15 horas al día. Aquellos que aprueban los exámenes de graduación y son aprobados por el NJS pueden empezar a competir en las carreras profesionales de keirin en Japón.
Las carreras japonesas de keirin para mujeres fueron reintroducidas en julio de 2012, bajo el título de ''Keirin de Chicas''(ガールズケイリン|ガールズケイリン).
Las mujeres pudieron participar anteriormente entre 1949 y 1964.
Igual que los hombres, las mujeres deben entrenar duro en la Escuela Japonesa de Keirin. 

### Campeones de Japón
Koichi Nakano (中野 浩一 Nakano Kōichi?) (中野 浩一 Nakano Kōichi?) fue el primer atleta de keirin japonés en competir fuera del país, Nakano tiene el récord de velocidad como ciclista de pista en el Campeonato Mundial de Ciclismo en Pista siendo ganador diez veces consecutivas, entre 1977 y 1986, del Sprint. Sin embargo, nunca ha ganado el Campeonato del Mundo de Keirin.
Katsuaki Matsumoto (nació en 1928) es el ciclista de keirin con más victorias, 1341, en toda su carrera (se retiró en 1981 a la edad de 53 años).
El actual campeón del Gran Premio de Keirin (ganador del Gran Premio 2015) es Kohta Asai (浅井 康太 Asai Kōta?).

### La carrera
Las carreras de Keirin en Japón comienzan con los ciclistas desfilando hacia los bloques de salida, haciendo una reverencia al entrar en la pista y otra en la posición de salida con sus bicicletas antes de empezar la carrera. A cada participante se le asigna un número y un color para facilitar su identificación y para las apuestas.
Al sonido de la pistola, los ciclistas salen de sus puestos e intentan posicionarse detrás del que marca la velocidad.
A medida que el ritmo se acelera, el que marca la velocidad saldrá de la pista cuando queden una o dos vueltas restantes, pero la ubicación donde se va depende de la carrera. 
Con 1 1⁄2 vueltas restantes, los oficiales comienzan a tocar una campana y un gong, aumentando la frecuencia hasta que los ciclistas comienzan la última vuelta de la carrera. 
La carrera es supervisada por cuatro árbitros, cada uno situada en una torre, cada una ubicada al lado de uno de los cuatro giros (denominados esquinas). Después de cada carrera, cada árbitro hará una señal con una bandera blanca o roja. La bandera blanca indica que no ha habido infracciones en esa área. La bandera roja señala una posible infracción y comienza una investigación sobre la carrera. Los jueces examinarán el vídeo de la carrera y decidirán si el participante violó la norma, y si es así, el ciclista es descalificado y se debe retirar del resto de la competición.
Los óvalos de Keirin se dividen en áreas específicas: las 2 rectas (la recta final y la recta opuesta), las cuatro curvas (esquinas) y dos ubicaciones llamadas el "centro", que se refieren al área entre las esquinas 1 y 2 (1 centro) y las esquinas 3 y 4 (2 centro).

### Rangos
Hay un total de seis rangos que los competidores pueden obtener en las carreras de keirin japonesas. SS es el rango más alto, seguido de S1, S2, A1, A2 y A3.
Todos los nuevos graduados de keirin comienzan sus carreras con un rango de A3 y se abren camino compitiendo en diferentes eventos. 
El color de los pantalones cortos usados por cada competidor keirin indica el rango. Aquellos en clase A (A1, A2, A3) usan pantalones cortos negros con una franja verde y estrellas blancas.
Los competidores de clase S (S1 y S2) usan pantalones cortos con una franja roja en lugar de una franja verde.
Aquellos en rango SS usan pantalones cortos rojos con una raya negra, estrellas blancas y una insignia especial.  
Desde 2007, el ranking de las SS es asignado por el NJS cada diciembre a los nueve mejores atletas de Keirin. Estos nueve compiten en el Gran Premio Keirin de ese año y conservan su rango hasta el siguiente diciembre.

### Distancias
La distancia de cada carrera depende del género y el rango de los competidores.
Para los hombres con rango A3, las distancias son de 1600 metros mientras que para los hombres de las demás rangos, compiten a 2000 metros.
Las finales de algunos de los eventos de mayor calificación se corren en una distancia de 2400 metros.
El Grand Premio de Keirin, que finaliza la temporada, se celebra a 2800 metros. 
 Todos los eventos para las mujeres se corren en 1600 metros.
Generalmente hay pequeñas variaciones en la distancia en función del tamaño de la pista.  

### Niveles de las carreras
A cada carrera se le asigna un nivel.
Las mayores calificaciones son GP, GI (G1), GII (G2) y GIII (G3), reservadas para los ciclistas de rango S.
Por debajo están los eventos FI (F1), que están abiertos tanto para los ciclistas de rango S como para los de rango A.
La clasificación mínima es FII (F2), que refiere a las carreras reservadas para los ciclistas de rango A. 
La designación GP está reservada para el Gran Premio de Keirin, un evento de tres días que se celebra a finales de diciembre, en el que compiten los mejores ciclistas de keirin del año.
El encuentro concluye con la carrera del Gran Premio, que determina el campeón anual de Keirin. 
A partir de diciembre de 2008, los nueve competidores del Gran Premio de Keirin se determinan en el siguiente orden de prioridad:
- Los ganadores de los seis eventos de clase GI durante el año (Keirin Festival, Campeonato Japonés, Copa del Príncipe Takamatsu, Copa del Príncipe Tomohito, All-Star Keirin y All-Japan Selection);
- Los ganadores de medallas en los eventos de ciclismo de los Juegos Olímpicos, si se celebran el mismo año;
- Los competidores que son recomendados por el comité seleccionador de Keirin;
- Los competidores que han ganado más dinero al terminar primero, segundo o tercero en eventos de Keirin durante todo el año;
- Los competidores con mayor promedio de puntos durante el año.

Asimismo forma parte del Gran Premio de Keirin el Joven Gran Premio, en el que participan los mejores de aquellos que han empezado a competir en los últimos tres años. Es el único evento del año en el que compiten los ciclistas de rango S y de rango A en la misma carrera.
Una nueva incorporación en 2012 fue el Gran Premio de las Chicas para las mejores deportistas femeninas.  
Otro evento de gran prestigio en el calendario anual de keirin es el Campeonato Japonés GI. Se celebra cada mes de marzo durante seis días. Es el evento de una sola carrera más largo del año.
Cada velódromo de keirin tiene permitido, generalmente, acoger un evento por año de clase GI, GII o GIII.
Los eventos restantes consisten en una combinación de carreras FI y FII por un total de aproximadamente 70 días de carrera al año. En promedio, hay un evento GI o GII cada mes y un evento GIII por semana.  

### Programa de carrera
Los velódromos de keirin siguen el mismo programa para cada carrera cuando se celebra un evento.
El primer día de la competición, los mejores ciclistas de keirin son asignados carreras de mayor nivel mientras que otros deportistas son asignados carreras de nivel más bajo. Todos los ciclistas corren cada día a menos que sean descalificados de una carrera o se retiren de la competencia por alguna razón, en cuyo caso otros ciclistas serán llamados para completar las carreras de menor nivel.
A continuación, el programa de carreras típico de un evento FI de tres días (abierto tanto para los ciclistas de rango S como para los de rango A):

#### Día 1
- Carreras 1–5: Preliminar rango A (A級 予選 A-kyū yosen?) (nivel bajo)
  - Los cuatro o cinco primeros de cada carrera competirán el segundo día en semifinales.
- Carrera 6: Especial rango A (A級 特選 A-kyū tokusen?) (alto caliber)
  - Todos los ciclistas competirán el día 2 en semifinales.

Después de que seis carreras, los ciclistas de rango S compiten:
- Carreras 7–10: Preliminar rango S (S級 予選 S-kyū yosen?) 
  - Los tres o cuatro primeros de cada carrera competirán el segundo día en las semifinales.
- Carrera 11: Especial rango S (S級 特選 S-kyū tokusen?) 
  - Todos los ciclistas competirán el día 2 en semifinales.

#### Día 2
- Carreras 1–2: General rango A (A級 一般 A-kyū ippan?) 
  - Los dos primeros  de cada carrera competirán en el día 3 en una carrera especial.
- Carrera 3: Selección rango A (A級 選抜 A-kyū senbatsu?) 
  - Los cinco primeros competirán el día 3 en una carrera especial.
- Carreras 4–6: Semifinales rango A (A級 準決勝 A-kyū junkesshō?) 
  - Los tres primeros de cada carrera competirán el día 3 en la final.

Los ciclistas de nivel S compiten después:
- Carreras 7–8: General rango S (S級 一般 S-kyū ippan?) 
  - El primero o los dos primeros de cada carrera competirán el día 3 en una carrera especial.
- Carreras 9–11: Semifinales rango S (S級 準決勝 S-kyū junkesshō?) 
  - Los tres primeros de cada carrera competirán el día 3 en la final.

#### Día 3
- Carreras 1–2: General rango A (A級 一般 A-kyū ippan?)
- Carreras 3–5: General rango A (A級 特選 A-kyū tokusen?)
- Carreras 6–7: General rango S (S級 一般 S-kyū ippan?)
- Carrera 8: Especial rango S (S級 特選 S-kyū tokusen?)
- Carrera 9: Final rango A (A級 決勝 A-kyū kesshō?)
- Carrera 10: Especial Rango S (S級 特選 S-kyū tokusen?)
- Carrera 11: Final rango S (S級 決勝 S-kyū kesshō?)

### Equipamiento
Como resultado de las apuestas mutuas que rodean las carreras de keirin en Japón, fue desarrollado un sistema estricto de normas para las bicicletas y las herramientas de reparación. La Asociación Japonesa de Keirin (NSJ) obliga a todos los corredores en Japón a usar el equipamiento que se establece en la normativa. Todos los ciclistas usan bicicletas similares, para que ningún ciclista tenga ventaja o desventaja. Además, todos los deportistas deben cumplir estrictos requisitos de licencia.
Aquellos que deseen competir en Japón deben asistir a la Escuela de Ciclismo de Japón donde les enseñan las reglas básicas, la etiqueta y las habilidades necesarias para las carreras de Keirin. La escuela generalmente acepta solo al 10% de los solicitantes. Aquellos que aprueban el examen final deben aún ser aprobados por la Asociación de Japón.
Todas las bicicletas y equipamiento deben ser fabricados de acuerdo a las estrictas normas impuestas por la NSJ y por un fabricante certificado que utilice los materiales aprobados por la NSJ.
Los productos son sellados por la NSJ y solo el equipamiento sellado puede ser empleado. Las excepciones son un conjunto muy limitado de equipamiento que incluye ruedas, neumáticos, potencias y monturas de carbono que se utilizan en el keirin femenino. Estos materiales pueden ser utilizados sin la autorización de la NJS. Dicha certificación no se debe a la calidad o el estándar de fabricación sino que es para evitar que alguno de los deportistas tenga ventaja o desventaja respecto al resto. Por ejemplo, las ruedas de 36 radios están permitidas pero no las de 32, aunque las ruedas de 32 son típicamente más ligeras. Los cuadros de las bicicletas deben ser fabricados por un número limitado de fabricantes cualificados.
Desde sus inicios, el cuadro (bicicleta) usada en las carreras de keirin se ha fabricado a partir de acero 41xx. A excepción de los cuadros utilizados en las competiciones femeninas y en las carreras de evolución, donde son fabricados a partir de fibra de carbono. Los fabricantes de los cuadros empleadas en las carreras de keirin femenino son Boma, Bridgestone, Gan Well, Kalavinka, Bomber y MBK. Los participantes en las carreras de keirin de evolución pueden usar equipamiento de carbono aprobado por la Asociación Japonesa de Keirin (NJS), por la Unión Ciclista Internacional o por la Federación Japonesa de Ciclismo (JCF).
El equipamiento aprobado por la NJS se suele vender más que otros equipamientos debido a su uso específico, requisitos de fabricación y fabricantes limitados. Los fabricantes más populares son Nagasawa, 3Rensho, Makino, Kalavinka, Level, Bridgestone, Panasonic, Samson, Shimano, Nitto, Hatta, MKS, Kashimax, y Sugino.[cita requerida] Debido a que el objetivo principal de la NSJ es apoyar el mercado del ciclismo japonés, se nota su burocracia crítica con los fabricantes extranjeros que intentan triunfar en el mercado japonés.
Sin embargo, el fabricante de equipamiento ciclista de origen italiano Campagnolo ha recibido la certificación de la NSJ.
En las carreras de keirin sancionadas por la Unión Ciclista Internacional o por sus asociaciones deportivas locales o nacionales no es necesaria la cualificación por parte del NSJ del equipamiento.

### Apuestas
Las apuestas que puede hacerse en las carreras de  incluyen, entre otras:
- Exacta (２車単 nishatan?) (２車単, nishatan?) – seleccionando los dos primeros en el orden exacto.
- Quiniela (２車複 nishafuku?) (２車複, nishafuku?) seleccionando los dos primeros sin importar el orden.
- Trifecta (３連単 sanrentan?) (３連単, sanrentan?) seleccionando los tres primeros en el orden exacto.
- Trio (３連複 sanrenpuku?) (３連複, sanrenpuku?) seleccionando los tres primeros sin importar el orden.
- Lugar de Quiniela o Desviado(ワイド waido) seleccionando dos de los tres primeros, sin importar el orden.

Algunas apuestas no pueden hacerse si hay un número más pequeño de competidores en la carrera.
Durante la carrera más importante, se ofrecen lotes grandes como:
- Dokanto! 4 dos: seleccionando el primer y segundo puesto en cada de las últimas cuatro carreras del día.[13]
- Dokanto! 7: seleccionando el ganador de cada una de las últimas siete carreras del día.[14]

El dinero apostado en las apuestas de Dokanto puede transferirse si no hay ningún ganador, incluso para competiciones posteriores en otro velódromo del país.
En circunstancias extraordinarias, las carreras que han sido declaradas como no competitivas, fuerzan a los velódromos a reembolsar millones de yenes en apuestas. Tales resultados son generalmente denominados fracaso (failure (不成立 fuseiritsu?) (不成立 fuseiritsu?), fuseiritsu). Por ejemplo, una carrera en el velódromo de Shizuoka el 2 de enero de 2008 fue declarada fracaso cuando la rueda trasera de la bicicleta del que marca la velocidad de los competidores golpeó la bicicleta de un competidor haciéndole caer.
Otro ejemplo, en una carrera en el velódromo de Iwaki-Taira celebrada el 14 de diciembre de 2008, varias infracciones causaron la descalificación del campo entero; todos los competidores excepto uno obtuvieron una suspensión de un año por el velódromo después de la carrera. Las suspensiones fueron levantadas cuatro meses más tarde.